# Fujii Kōichi

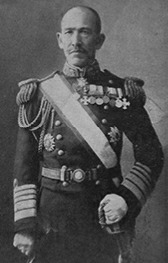
Vizeadmiral Fujii Kōichi

Fujii Kōichi (japanisch 藤井 較一; * 18. August 1858 in der Präfektur Okayama; † 9. Juli 1926) war ein japanischer Seeoffizier und zuletzt Admiral der Kaiserlich Japanischen Marine (Dai-Nippon Teikoku Kaigun), der unter anderem zwischen 1909 und 1914 Vize-Chef des Admiralstabes (Kaigun Gunreibu Jicho) sowie 1915 kurzzeitig Oberbefehlshaber der 1. Flotte (Dai-ichi Kantai) war.

## Leben

### Ausbildung und Verwendungen als Seeoffizier

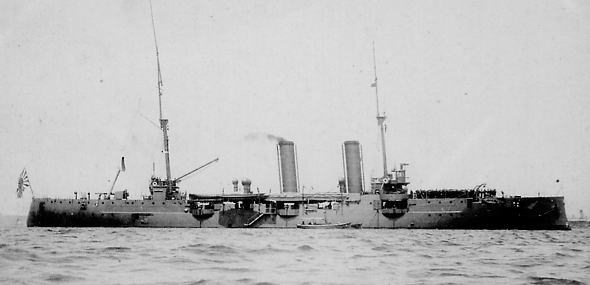
Als Kapitän zur See fungierte Fujii Kōichi 1899 kurzzeitig als Kommandant des Geschützten Kreuzers Suma.

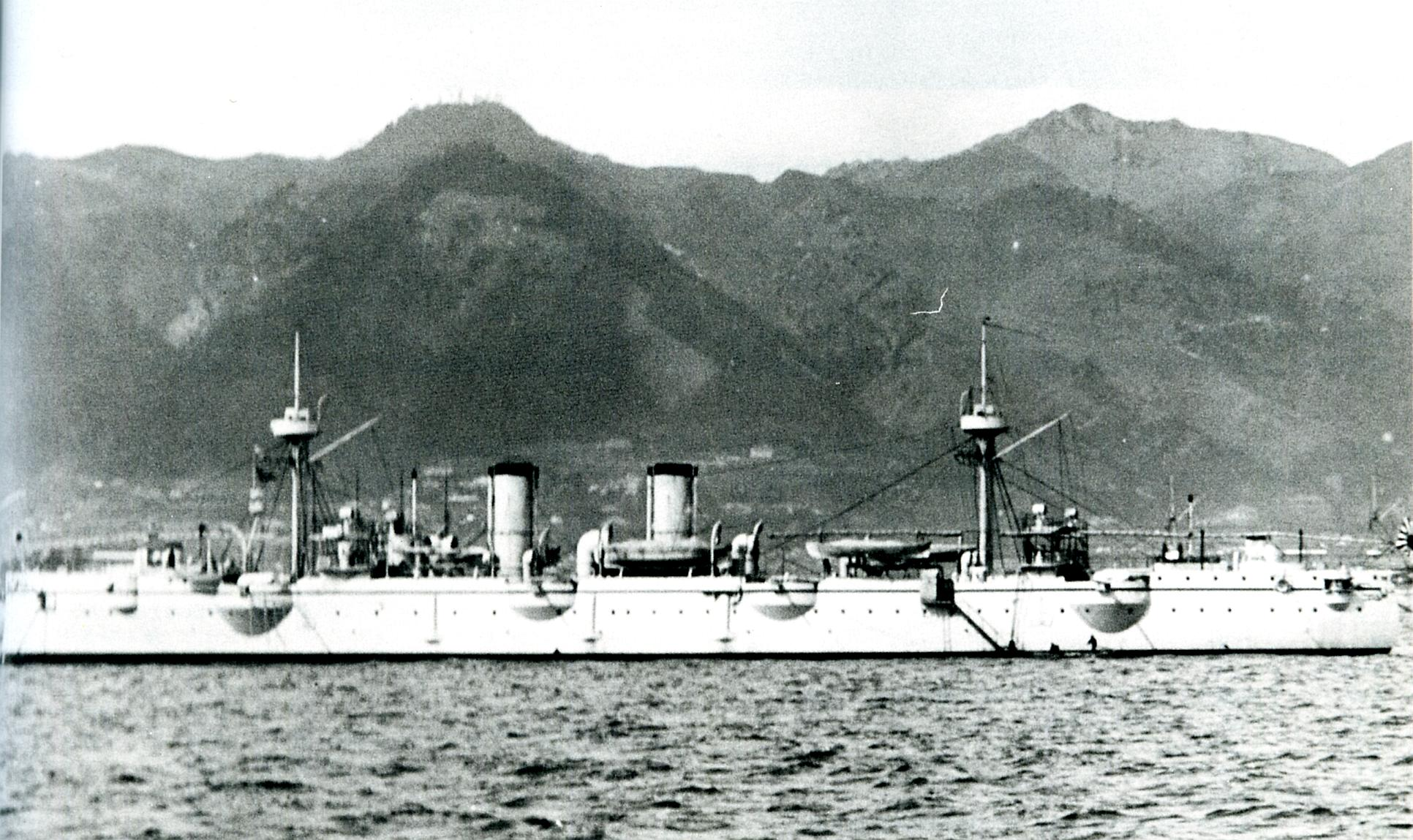
Kapitän zur See Fujii übernahm von 1899 bis 1990 auch den Posten als Kommandant des Geschützten Kreuzers Akitsushima.

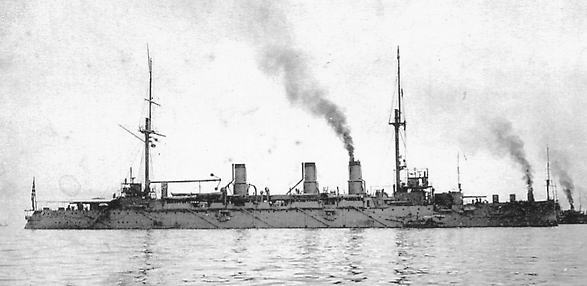
Kapitän zur See Fujii war zwischen 1903 und 1905 Kommandant des Panzerkreuzers Azuma.

Fujii Kōichi begann am 20. Oktober 1874 als Seekadett eine Ausbildung zum Seeoffizier an der Marineakademie (Kaigun Heigakkō), die er als Angehöriger des 7. Lehrgangs am 1. Dezember 1880 abschloss. Daraufhin trat er in die Kaiserlich Japanische Marine (Dai-Nippon Teikoku Kaigun) ein und fand in der Folgezeit zahlreiche Verwendungen als Seeoffizier. Er kam unter anderem auf der Korvette Tsukuba, der Fregatte Fujiyama, der Panzerkorvette Ryūjō und dem Schulschiff Settsu zum Einsatz. Nach weiteren Studien an der Marineakademie wurde er am 2. November 1883 zum Leutnant zur See (shōi) befördert und war daraufhin erneut Offizier auf der Settsu und der Tsukuba sowie stellvertretender Instrukteur für militärische Operationen ab der Marineakademie. Nach seiner Beförderung zum Oberleutnant zur See (chūi) am 21. Dezember 1886 war er Schießausbildung an der Marineakademie. In der Folgezeit war er mehrmals Abschnittsoffizier auf der Korvette Katsuragi und dem Schulschiff Kanju sowie zwischenzeitlich Offizier im Büro für Bewaffnung und im Büro für Waffenversorgung im Marinebezirk (Chinju-fu) Yokosuka. Nach Verwendungen an Bord des Kreuzers Takao und des Geschützten Kreuzers Chiyoda sowie im Stab beziehungsweise im Admiralstab (Kaigun Gunreibu), war er zwischen 10. April und dem 16. Juli 1894 kurzzeitig Marineattaché an der Botschaft im Königreich Italien. Nach seiner Rückkehr war er zu Beginn des Ersten Japanisch-Chinesischen Krieges (25. Juli 1894 bis 17. April 1895) kurzzeitig wieder zum Admiralstab abgeordnet und danach Abschnittsoffizier auf der Soko und dem Kanonenboot Oshima.
Nach seiner Beförderung zum Korvettenkapitän (shōsa) am 26. Februar 1895 war Fujii kurzzeitig Erster Offizier auf der Sloop Musashi sowie Offizier in den Stäben der Marinebezirke Sasebo und Yokosuka. Nach seiner Beförderung zum Fregattenkapitän (chūsa) wurde am 1. Dezember 1897 wurde er am 10. Dezember 1897 Erster Offizier des Geschützten Kreuzers Takasago, der zu dieser Zeit noch in der Werft Armstrong-Whitworth in Newcastle upon Tyne gebaut wurde und am 17. Mai 1898 die Indienststellung hatte. Er wurde von diesem Posten am 14. August 1898 abberufen und fungierte daraufhin vom 1. September bis zum 1. Oktober 1898 als Erster Offizier des gepanzerten Turmschiffs Chin’en, ehe er anschließend zwischen dem 1. Oktober 1898 und dem 17. Juni 1899 Kommandant des Kanonenbootes Chōkai war. Am 17. Juni 1899 wurde er zunächst kommissarischer Kommandant und nach seiner Beförderung zum Kapitän zur See (taisa) am 29. September 1899 Kommandant des Geschützten Kreuzers Suma, ehe er im Anschluss zwischen dem 7. Oktober 1899 und dem 20. Mai 1900 Kommandant des Geschützten Kreuzers Akitsushima war.
Nach einer darauf folgenden Verwendung im Marinestab des Generalgouverneurs der Kolonie Taiwan, übernahm Kapitän zur See Fujii Kōichi vom 6. Dezember 1900 bis zum 9. Februar 1901 den Posten als Marineattaché an der Botschaft im Deutschen Kaiserreich. Nach seiner Rückkehr fungierte er zwischen dem 9. Februar und dem 6. April 1901 als Chef der Sektion 2 im Büro für Marineangelegenheiten im Marineministerium (Kaigun-shō) sowie anschließend vom 6. April 1901 bis zum 15. Oktober 1903 als Chef des 2. Büros des Admiralstabes. Danach übernahm er zwischen dem 15. Oktober 1903 und dem 12. Januar 1905 den Posten als Kommandant des Panzerkreuzers Azuma sowie während des Russisch-Japanischen Krieges (8. Februar 1904 bis 5. September 1905) am 12. Januar 1905 als Chef des Stabes der 2. Flotte (Dai-ni Kantai).

### Flaggoffizier und Aufstieg zum Admiral
Während dieser Zeit wurde Fujii Kōichi am 2. November 1905 zum Konteradmiral (shōshō) befördert und fungierte zwischen dem 20. Dezember 1905 und dem 22. November 1906 als Chef des Stabes der 1. Flotte (Dai-ichi Kantai) sowie zeitgleich als Chef des Stabes der Kombinierten Flotte (Rengō Kantai). Nachdem er zwischen dem 22. November 1906 und dem 21. Oktober 1907 Chef des Stabes des Marinebezirks Yokosuka war, fungierte er vom 21. Oktober 1907 bis zum 28. August 1908 wieder als Chef es Stabes der 1. Flotte sowie zwischen dem 28. August 1908 und dem 1. Dezember 1909 als Direktor der Marinewerft Sasebo (Sasebo kaigun kōshō).
Am 1. Dezember 1909 erhielt Fujii seine Beförderung zum Vizeadmiral (chūjō) und war daraufhin vom 1. Dezember 1909 bis zum 25. März 1914 sowohl Vize-Chef des Admiralstabes (Kaigun Gunreibu Jicho) als auch Mitglied des Admiralitätsausschusses (Kaigun Shokan Kaigi). Anschließend fungierte er zwischen dem 25. März 1914 und dem 10. August 1915 als Oberbefehlshaber des Marinebezirks Sasebo und übernahm anschließend am 10. August 1915 von Vizeadmiral Katō Tomosaburō den Posten als Oberbefehlshaber der 1. Flotte (Dai-ichi Kantai). Diesen übergab er jedoch bereits sechs Wochen später am 23. September 1915 an Vizeadmiral Yoshimatsu Shigetarō. Er selbst war daraufhin zwischen dem 23. September 1914 und dem 1. Dezember 1916 Oberbefehlshaber des Marinebezirks Yokosuka sowie erneut Mitglied des Admiralitätsausschusses. Danach wurde er am 1. Dezember 1916 zum Admiral (taishō) befördert und übernahm vom 1. Dezember 1916 bis zum 25. November 1919 die Funktion als Vertreter der Marine im Obersten Kriegsrat (Gunji sangiin). Im Anschluss wurde er am 25. November 1919 zunächst in eine Wartestellung und daraufhin am 1. August 1920 in die Reserve versetzt, ehe er schließlich am 18. August 1923 in den Ruhestand trat.